# 48588 Рашрьодер
48588 Рашрьодер (48588 Raschröder) — астероїд головного поясу, відкритий 2 вересня 1994 року.
Тіссеранів параметр щодо Юпітера — 3,512.